# Піддуклянський український народний ансамбль
Оперета Українського Народного Театру — створена у 1954 році в Пряшеві, Словаччина, за широкого сприяння визначного театрального митця Словаччини, українця Юрія Шерегія, але через гоніння та політичні утиски українських суспільних рухів була перйменована в Піддуклянський український народний ансамбль при Українському Народному Театрі та вже зупинилася на народних звичаєвих постановках. Зараз є складовою одиницею Театру імені О. Духновича.

## Українська оперета в Словаччині
В 1954 році новий директор Українського Народного Театру в Пряшеві, Бартоломій Баволяр, вирішив при театрі заснувати ще один колектив — трупу співогри-оперети. Баволяр не побоявся запросити на посади аж трьох неблагонадійних фахівців: головного режисера Юрія Шерегія, балетмейстера Володимира Лібовицького (родом з Волині), та диригентку Ольгу Дутко з Праги (родом з Закарпаття), яка анґажувала в оркестр оперети кілька визначних чеських музикантів. Невдовзі сімдесятичленний колектив оперети здійснює свої перші вистави.
Оперета Українського Народного Театру в Пряшеві здобула визнання й прихильність серед жителів Словаччини, розголос про самобутній колектив пройшов по всій Чехословаччині та Закарпаттю. Тому управлінцями від культури Словаччини, було вирішено відправити колектив на театральний фестиваль до Праги, а там вже підопічні Шерегія «розгулялися» на тих «Театральних жнивах» виборовши перше місце серед оперет Чехословаччини.

## «Перетворення» в Піддуклянський український народний ансамбль
Пряшівщина була вражена досягненнями своїх півунів, тому Баволяр їде до Праги і здобуває у міністра культури Чехословаччини, Зденка Неєдлего, декрет-розпорядження на заснування при Українському Народному Театрі нового Українського колективу опери й балету. Але при поверненні додому, сталося лихо, над горами Високі Татри літак падає і директор Бартоломій Баволяр гине разом з декретом.
Новопризначений директор Українського Народного Театру був номенклатурним працівником, що умів робити кар'єру, тому Іван Мацинський вирішив: «Ми не потребуємо ані оперу, ані оперету — нам треба мати ансамбль „Пісні і Пляски“!» У 1956 році, на догоду тогочасній соціалістичній кон'юктурі, оперету перетворено у Піддуклянський український народний ансамбль — також єдиний професійний український ансамбль поза межами України, а всіх зачинителів оперети було випроваджено з колективу. З того часу цей театральний колектив перетворився в музично-танцювальну трупу при театрі.